# Cartilage de l'auricule
Le cartilage de l'auricule (ou cartilage du pavillon de l'oreille ou fibrocartilage de la conque)  est une lame cartilagineuse qui occupe toute l'étendue de l'auricule.

## Structure
Le cartilage de l'auricule est mince, flexible et élastique. Il donne sa forme à l'oreille en en occupant toute sa surface à l'exception de son extrémité inférieure constituant le lobe de l'oreille.
Il présente plusieurs reliefs :
- l'épine de l'hélix,
- la queue de l'hélix,
- l'éminence de la conque qui est le relief médial médiale de la cavité de la conque de la face latérale du cartilage, elle est séparée de l'éminence de la fosse triangulaire par le sillon transverse de l'anthélix.

Il se prolonge médialement par le cartilage du méat acoustique qui constitue la partie cartilagineuse latérale du méat acoustique externe.